# تسوباسا ترایاما
تسوباسا ترایاما (انگلیسی: Tsubasa Terayama؛ زادهٔ ۱۰ آوریل ۲۰۰۰) بازیکن فوتبال اهل ژاپن است.
از باشگاه‌هایی که در آن بازی کرده‌است می‌توان به باشگاه فوتبال توکیو اشاره کرد.